# SNARE
SNARE (от англ. soluble NSF attachment receptor) — большая группа белков, осуществляющих слияние внутриклеточных транспортных везикул с клеточной мембраной (экзоцитоз) или органеллой-мишенью, такой как лизосома. Насчитывается около 60 белков SNARE. Белки группы делятся на две функциональные категории: везикулярные белки (v-SNARE) и белки принимающей органеллы (t-SNARE). Новая структурная классификация подразделяет группу на R-SNARE и Q-SNARE. Наиболее изучены белки, которые выполняют доставку синаптических везикул к пресинаптической мембране и их слияние. Эти белки являются мишенями опасных бактериальных токсинов ботулизма и столбняка.

## Структура
Белки SNARE являются небольшими, но широко-представленными мембранными белками. Несмотря на большую разницу в структуре и размере эти белки объединяет наличие одного и того же цитозольного домена из 60—70 аминокислот, называемого SNARE motif (или SNARE домен), способного к образованию обратимой, но прочной четырёхспиральной сцепки. Такой метастабильный транс-SNARE комплекс включает синтаксин 1 и SNAP-25, находящиеся на клеточной мембране, и синаптобревин на поверхности доставляемой пресинаптической везикулы. Синтаксин и синаптобревин связаны с мембраной С-конечным фрагментом и предоставляют по одной альфа-спирали в четырёхспиральную сцепку комплекса. SNAP-25 заякорен на мембране за счёт пальмитоильных ацильных цепей и обеспечивает две оставшиеся альфа-спирали.